# Arno Zude
Arno Zude (* 24. Mai 1964) ist ein deutscher Schachspieler und Problemschachspezialist.
Er trägt die Titel Großmeister im Lösen von Schachaufgaben und Studien (seit 1988) und Internationaler Meister der FIDE (seit 1995). Auch sein jüngerer Bruder Erik (* 1965) ist Internationaler Meister.

## Schachkomposition

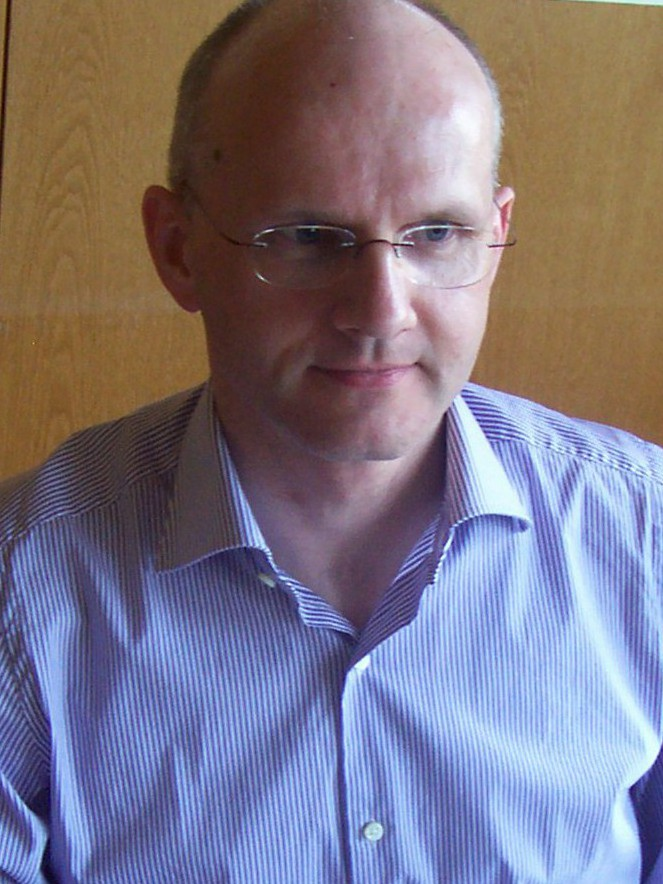
Arno Zude am 25. April 2009

1994 gewann er die Weltmeisterschaft im Lösen von Schachaufgaben und Studien. Die Deutschen Meisterschaften in dieser Disziplin gewann er 1983 in Königswinter, 1985 in Sinsheim, 1986 in Münster, 1988 in Odenthal-Eikamp, 1989 in Everswinkel, 1990 in Moers, 1991 in Leimen (Baden), 1992 in Limburg an der Lahn, 1993 in Furth im Wald, 1994 in Fischbach (bei Kaiserslautern), 1998 in Treuen, 1999 in Georgsmarienhütte, 2001 in Ilfeld, 2007 in Wiesloch und 2013 in Bremen. Deutscher Meister wurde er auch 2002 in Stein und 2009 in Aalen-Unterkochen, jeweils als Zweitplatzierter der Internationalen Deutschen Meisterschaft hinter Piotr Murdzia.
Mit einem Rating von 2622 liegt er auf dem elften Platz der PCCC-Löserweltrangliste (Stand: 1. Juli 2012). Seine bisher höchste erreichte Elo-Zahl im Lösen von Schachproblemen war 2727. Mit dieser Wertung war er auf der Löserweltrangliste auf Rang drei.
Am 7. Dezember 2005 wurde Arno Zude das Silberne Lorbeerblatt, die höchste sportliche Auszeichnung in Deutschland, verliehen.

## Turnierschach
Hessischer Einzelmeister im Schach wurde er 1986 in Vellmar, 1992 in Limburg an der Lahn, 1994 in Maintal-Dörnigheim, 2007 in Erlensee, 2016 in Flörsheim am Main und 2017 in Frankfurt am Main. Die Hessischen Meisterschaften im Blitzschach gewann er 1985 in Rüsselsheim, 1987 in Oberursel (Taunus), 1990 in Klein-Karben und 1992 in Hofheim am Taunus.
Bei der Deutschen Einzelmeisterschaft 1995 in Binz belegte er einen geteilten 1.–5. Platz; aus den anschließenden Schnellschach-Stichkämpfen um den Titel ging jedoch Christopher Lutz als Sieger hervor. 
Vereinsschach spielt er beim SV 1920 Hofheim, mit dem er in den Saisons 1989/90, 1994/95, 2003/04, 2004/05, 2017/18 und 2018/19 in der 1. Bundesliga sowie viele Jahre in der 2. Bundesliga (erstmals in der Saison 1987/88) spielte. Seit 2013 ist Arno Zude auch Vorsitzender des SV Hofheim. Von 1997 bis 2000 spielte Arno Zude beim PSV Duisburg in der 1. Bundesliga.